# Lalitavistara-Sutra
Das Lalitavistara-Sutra ist eine Buddha-Biografie des Mahayana-Buddhismus, die im 2. bzw. 3. Jahrhundert n. Chr. entstand. Das Lalitavistara ist nicht das einheitliche Werk eines Verfassers, sondern das Ergebnis jahrhundertelanger redaktioneller Tätigkeit. Junge Partien stehen neben alten, die nahe an die Zeit Buddhas heranreichen mögen.
Das Lalitavistara setzt sich zusammen aus Episoden, die in Pali und in Sanskrit überliefert sind. Der Indologe Moritz Winternitz (1863–1937) erklärte dies damit, dass das Lalitavistara ursprünglich auf einen Text der hinayanistischen Sarvastivada-Schule zurückgehe und später von einem mahayanistischen Autor überarbeitet und im Sinne des Mahayana umgestaltet worden sei. So wird Shakyamuni hier nicht, wie in der hinayanistischen Tradition, als gewöhnlicher Mensch dargestellt. Vielmehr wird betont, dass er von vornherein mit vollkommenem Wissen ausgestattet gewesen sei und den Weg zur Erkenntnis nur zum Schein noch einmal durchlaufen habe, um den Menschen den Weg zu weisen. Auch das Gelübde, das er als Sumegha vor Buddha Dipankara ablegte, und seine Vorbereitung auf die Buddhaschaft im Tushita-Himmel sind, dieser Auffassung zufolge, Teil der Demonstration, durch die er allen Wesen den Weg zur Buddhaschaft aufzeigt. Diese doketistische Position des Mahayana-Buddhismus wurde vor allem durch das Lotos-Sutra gefestigt. Auf Grund der Umformung des Stoffes im Sinn des Mahayana erlangte das Werk in Nordindien, dem Entstehungsgebiet dieser Tradition, große Popularität.
Auch außerhalb Indiens erlangte das Lalitavistara große Bekanntheit. So wurde der Text mehrfach ins Chinesische, Tibetische und Mongolische übersetzt.

## Text
- Salomon Lefmann (Hrsg.): Lalita Vistara. Leben und Lehre des Çâkya-Buddha. Textausgabe mit Varianten-, Metren- und Wörterverzeichnis. 2 Bände. Halle an der Saale, Verlag der Buchhandlung des Waisenhauses 1902, 1908. Nachdruck: Meicho-Fukyu-Kai, Tokyo 1977
  - Band 1: Text. 1902
  - Band 2: Varianten-, Metren- und Wörterverzeichnis. 1908; archive.org

Übersetzung:
- Salomon Lefmann (Übers.): Lalita Vistara. Erzählung von dem Leben und der Lehre des Çâkya Sim̃ha. Aus dem Original des Sanskrit und des Gâthâdialects zuerst ins Deutsche übersetzt und mit sachlichen Erklärungen versehen. Dümmler, Berlin 1874; archive.org.
- Foucaux, Philippe-Édouard [Übers.]: Histoire du Bouddha Sakya Mouni / traduite du tibétain par Ph. Éd. Foucaux. Duprat, Paris 1860; archive.org.